# Sima mészcsőféreg
A sima mészcsőféreg (Protula tubularia) a soksertéjűek (Polychaeta) osztályának a csőférgek (Canalipalpata) rendjébe, ezen belül a mészcsőférgek (Serpulidae) családjába tartozó faj.

## Előfordulása
A sima mészcsőféreg a Földközi-tenger, az Atlanti-óceán és az Indiai-óceán parti vizeiben fordul elő.

## Megjelenése
A sima mészcsőféreg sárga, vörösbarna, vagy narancsvörös színű, fehéren gyűrűzött tapogatóival némileg hasonlít a közönséges csőféreghez (Serpula vermicularis), de a cső nyílásának lezárására szolgáló, dugó alakú fedő, amely egy megvastagodott tapogatófonálhoz kapcsolódik, itt hiányzik. Az 5 centiméter hosszú test egy 8-13 centiméter hosszú, kör keresztmetszetű, fehér mészcsőben helyezkedik el. A fehér csövek hátsó végükkel sziklákra, kövekre és kagylóteknőkre tapadnak.

## Életmódja és szaporodása
A sima mészcsőféreg életmódja és szaporodása a közönséges csőféregével megegyezik; a csőférgek táplálékukat az áramló vízből szűrik ki. Mikor elérkezik a szaporodási időszakuk, az általuk lakott aljzat felszínére ürítik petéiket és spermiumaikat. A peték a vízben termékenyülnek meg. A belőlük kikelő, szabadon úszó lárvákból mintegy két esztendő alatt fejlődnek ki az ivarérett állatok.